# Висячий мост Ниагарского водопада
Висячий мост Ниагарского водопада (англ. Niagara Falls Suspension Bridge, в документах США англ. International Suspension Bridge) — висячий мост через реку Ниагару, функционировавший в 1855—1897 годах. Является первым в мире подвесным мостом, по которому осуществлялось не только обычное, но и железнодорожное движение. Будучи пограничным мостом между США и Канадой, способствовал развитию торговых отношений между этими двумя странами.
Длина моста 251 м, он находился в 2,5 милях (4,0 км) ниже по течению от Ниагарского водопада, что создало ему дополнительную привлекательность для туристов, а также способствовало их перемещению с одного берега на другой.
Изначально проектированием и строительством сооружения занимался молодой инженер Чарльз Эллет-младший, однако после возведения предварительной постройки он был отстранён от работ из-за финансовых разногласий с заказчиками. Окончательный проект выполнил Джон Рёблинг, изобретатель проволочного кабеля и мостостроитель. Проект Рёблинга, реализацию которого ставили под сомнение ведущие инженеры того времени, оказался настолько успешным, что позволил американским политикам заявить о своём превосходстве перед технически более продвинутыми европейцами. Сам Рёблинг, приобретший авторитет, позднее был выбран в качестве главного инженера для строительства Бруклинского моста.

## Планирование
В первой половине XIX века были прорыты и открыты для судоходства каналы Эри и Уэлленд, благодаря которым путешествие по прилегающим к ним районам США и Канады стало более быстрым и комфортным. Стала развиваться торговля между этими двумя странами, выросло число посетителей Ниагарского водопада, к 1845 году достигнув отметки в 50 тыс. человек. На возросший трафик обратили внимание две железнодорожные компании: канадская Great Western и американская Rochester, Lockport, and Niagara Falls: соединение их путей в единую сеть сулило значительное увеличение прибыли по обе стороны от границы. Однако воплощению проекта в жизнь препятствовало отсутствие постоянной переправы через пограничную реку Ниагару.
Одним из сторонников строительства совместной железной дороги и моста стал Уильям Мерритт — канадский политик и предприниматель, ранее принявший участие в проложении Уэллендского и других каналов между озёрами. Летом 1844 года во время пикника на берегу реки Мерритт вслух читал письмо своих сыновей, путешествующих в это время по Европе, жене; в своём послании дети красноречиво восхищались висячим мостом через реку Зане в швейцарском городе Фрибурге. Под впечатлением письма предприниматель задался вопросом, можно ли построить аналогичный мост через Ниагару, и обратился за разрешением о строительстве к властям страны, в том числе к королеве Виктории. Его инициатива была поддержана в 1846 году, когда штат Нью-Йорк и Западная Канада (Canada West — в тот период название Верхней Канады, впоследствии преобразованной в провинцию Онтарио) учредили компании Niagara Falls Suspension Bridge Company и Niagara Falls International Bridge Company, призванные совместными усилиями возвести железнодорожный мост. Президентом первой из этих фирм стал Мерритт, вторую возглавил нью-йоркский юрист и политик Лот Кларк.

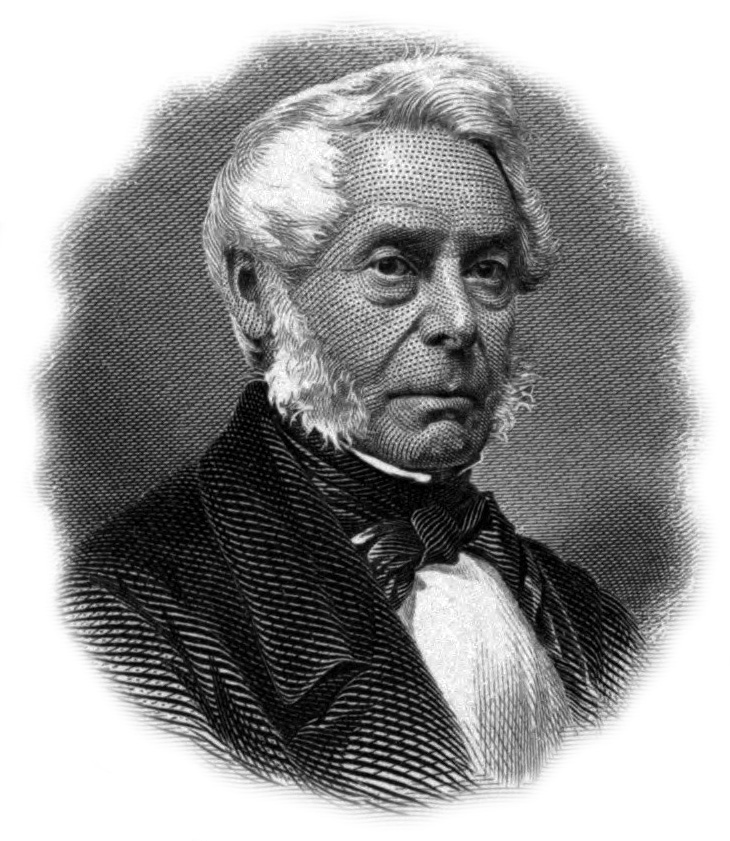
Уильям Мерритт, организатор строительства подвесного моста через Ниагару.

В том же 1846 году у подножия Ниагарского водопада начал курсировать экскурсионный пароход Maid of the Mist — первое не гребное судно, предоставлявшее услуги по переправе в этой части реки. Судно отшвартовывалось в двух милях (3,2 км) от обрыва ниже по течению, добиралось до бассейна у подножия водопада, затем разворачивалось и двигалось к противоположному берегу. Мост предполагалось построить ещё дальше от линии падения воды, в полумиле (0,8 км) от пристаней. Место выбирали с эстетической точки зрения, чтобы со всех его точек открывался панорамный вид на природный объект. Ширина ущелья в этом месте достигала около 800 футов (240 м), глубина — 230 футов (70 м).
Компании Мерритта и Кларка предложили проявившим интерес инженерам представить план и смету расходов нового сооружения, которое должно было быть открыто не позднее 1 мая 1849 года и обойтись не более, чем в 190 тыс. долларов США. Сама идея подобного строительства вызывала скепсис среди экспертов: американские специалисты опасались возводить мосты без промежуточных опор из соображений безопасности. В Европе такой тип мостостроения получил развитие в начале XIX века, однако вскоре в нём обнаружились неустранимые недостатки: прочность таких сооружений ослабевала вследствие неравномерной нагрузки и особенно при появлении резонанса. Так, в 1831 году Броутонский подвесной мост в окрестностях английского Манчестера разрушился под марширующим отрядом солдат. Тогда по счастливой случайности никто не погиб, хотя несколько десятков человек оказались в реке Эруэлл. Несколько построенных в США мостов того времени рухнули, не выдержав высокой нагрузки, какой, безусловно, был бы железнодорожный состав. Тем более такая нагрузка предстояла заведомо менее прочному висячему мосту.
Четыре инженера — Эдвард Серрелл, Сэмюэл Кифер, Чарльз Эллет-младший и Джон Рёблинг — представили свои проекты конкурсному жюри. Двое из них уже имели успешно выполненные заказы. Рёблинг, изобретатель проволочного кабеля, ранее уже построил мост через реку Мононгахила в Питтсбурге и несколько водных мостов, в том числе один над рекой Аллегейни. Он предложил комиссии два плана, оба скрупулёзно разработанные и снабжённые расчётами и чертежами: проекты одноуровневого и двухуровневого мостов. Эллет, получивший профильное образование в Национальной школе мостов и дорог в Париже, к тому времени уже закончил подвесной мост через реку Скулкилл в Пенсильвании. Этот мостостроитель знал о грядущем конкурсе заранее и ещё до его проведения в письме к Чарльзу Б. Стюарту, главному инженеру железной дороги Great Western, похвастался, что может построить в этом месте переправу для любого вида транспорта, включая железнодорожный. После подписания документов, дающих право на строительство, Эллет помог Стюарту реализовать акции мостовых компаний, в том числе сам приобрёл их на 30 тыс. долларов. В результате именно он был объявлен победителем конкурса, получив контракт на 190 тыс. долларов 9 ноября 1847 года.

## Мост Эллета

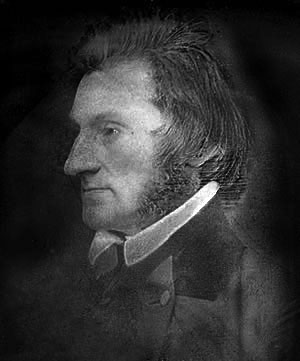
Чарльз Эллет-младший, первый инженер.

Чарльз Эллет-младший вырос в Пенсильвании и в молодости перебивался случайными заработками, прежде чем накопил достаточную сумму денег для обучения во французской национальной школе мостов и дорог. Прослушав четырёхмесячный курс лекций, он какое-то время путешествовал по Европе и затем вернулся в США, где на тот момент оказался единственным коренным американцем, получившим инженерное образование в Старом Свете. Предложение молодого, но амбициозного архитектора построить висячий мост через реку Потомак не получило должного отклика: сказывалось отсутствие опыта. За неимением заказов Эллет устроился работать на обслуживании железных дорог и каналов, и вскоре оказался на должности главного инженера судоходного проекта в Виргинии, получившего название «Река Джеймс и канал Канава». Попутно Эллет публиковал статьи о подвесных мостах в узкоспециализированных журналах, таких как American Railroad Journal. Пришедшая известность позволила получить первый заказ: висячий мост через реку Скулкилл в Пенсильвании, который был выполнен в 1842 году.
Биографы акцентируют внимание на привлекательной «актёрской» внешности Эллета, наряду с его превосходными ораторскими способностями. Проекты, которые возглавлял инженер, сопровождались зрелищными, иногда эпатажными, поступками, способствующими росту его популярности. С другой стороны, властолюбие и завышенная самооценка нередко приводили к рабочим конфликтам. Умение продвигать себя привело ещё к одному успешному заказу: Уиллингскому висячему мосту через реку Огайо в Западной Виргинии. Этот контракт был заключён в июле 1847 года, когда уже начались подготовительные работы на Ниагаре. Последний проект Эллета предусматривал относительно лёгкий, одноуровневый висячий мост длиной 800 футов (240 м) и шириной 25 футов (7,6 м): посередине пролёта должны были расположиться две железнодорожных колеи, по бокам проезжая часть и пешеходные дорожки. По замыслу архитектора, вагоны следовало отцеплять от локомотивов перед переправой и тянуть на другой берег с помощью лошадей.

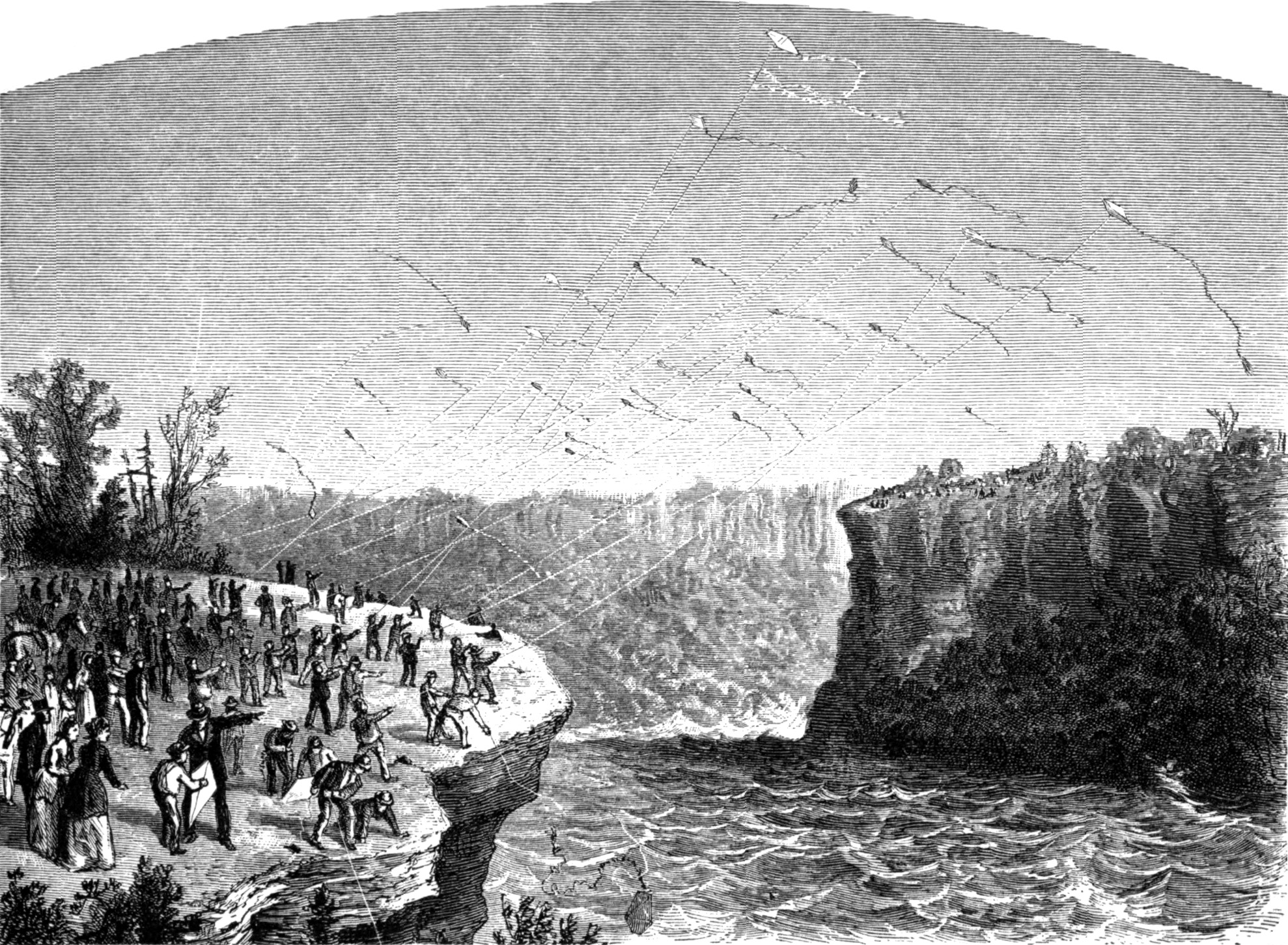
Запуск воздушных змеев с целью протянуть леску через ущелье. Гравюра Джорджа Холли (1883)

Перед тем, как начать строительство, Эллет столкнулся с неожиданной проблемой: невозможностью переброски кабеля с одного берега на другой с помощью традиционных средств. Ближайшая пристань находилась слишком далеко, а лодочной переправе препятствовали сильное течение и пороги. Во время совещания строители обсудили возможные варианты решения проблемы, в качестве вариантов были предложены выстрел из пушки с привязанным к ядру тросом, буксировка на пароходе и использование ракеты. В конечном счёте один местный предприниматель предложил экстравагантный способ, который некогда в качестве эксперимента использовал Бенджамин Франклин: перебросить тонкую леску с помощью воздушного змея. Несколько местных подростков откликнулись на предложение заработать, запуская змеи с американского берега. Шестнадцатилетний юноша из США по имени Хоман Уолш (Homan Walsh) перебрался на канадскую сторону и запускал змея оттуда. После нескольких безуспешных попыток ему удалось дождаться, когда попутный ветер утихнет, и приземлить летательный аппарат на противоположном берегу. Однако при этом змей зацепился за какое-то препятствие и порвался, леска соскользнула в ущелье. Следующая, на этот раз удачная попытка, состоялась через несколько дней. К леске привязали более прочную верёвку и перетянули обратно. Так продолжалось несколько раз, пока над ущельем не повис тяжёлый мостовой кабель толщиной 7⁄8 дюйма (2,2 см).

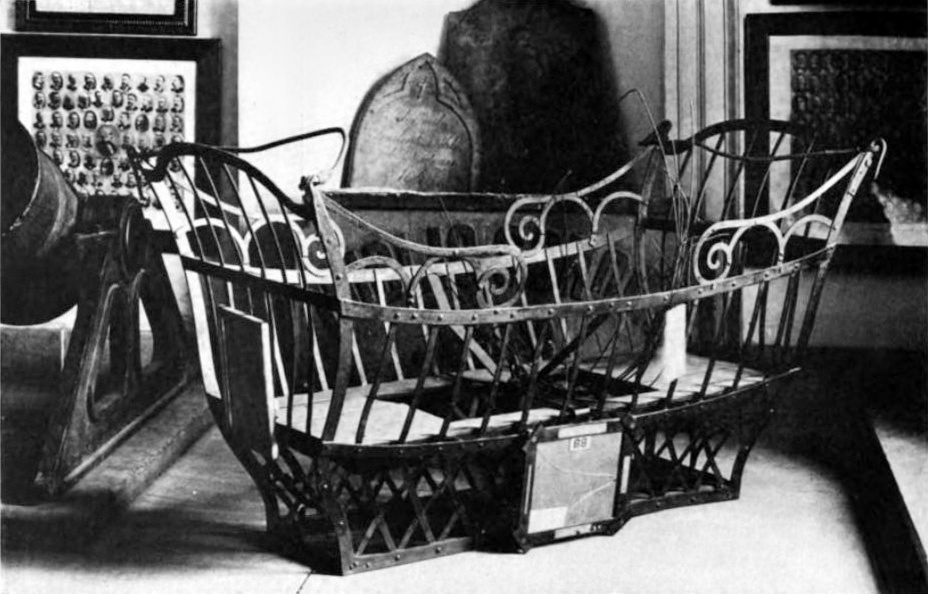
Железная люлька, использованная Чарльзом Эллетом для строительства.

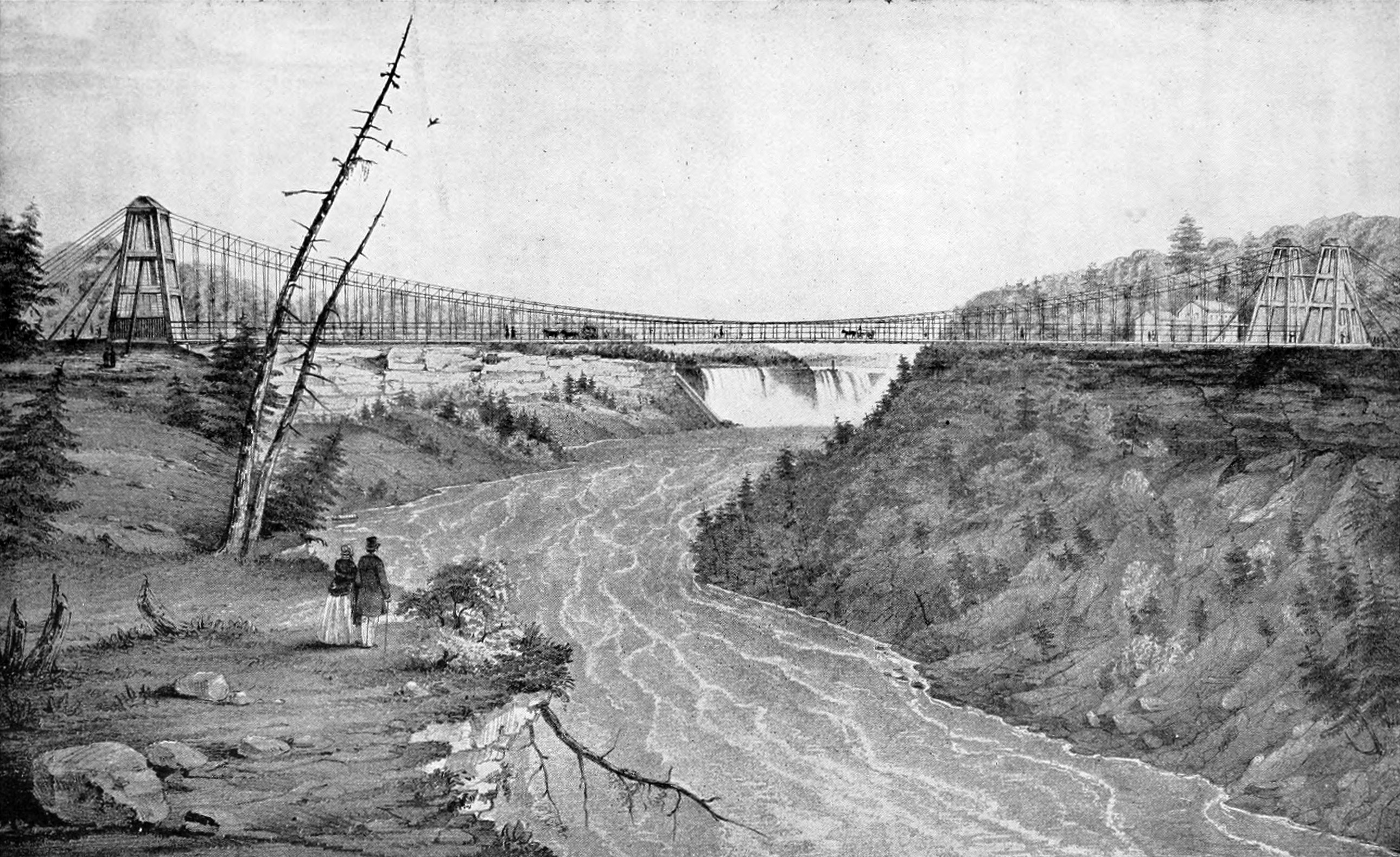
Готовый мост Чарльза Эллета. Литография Чарльза Парсонса, 1849

Кабель длиной 1200 футов (370 м) был натянут между двумя деревянными башнями, каждая высотой 50 футов (15 м). В близлежащей таверне Эллет и металлист Теодор Хуллетт (Theodore G. Hullett) смастерили железную люльку, которая на катках с помощью лебёдки могла перемещаться вдоль этого кабеля. Новость подхватили газеты, и вскоре на строительство моста стали прибывать зеваки. 13 марта 1848 года канатная дорога была завершена, и строители приступили к испытанию, перетягивая пустую корзину на другой берег. На полпути люлька застряла и её пришлось возвращать назад. Склонный к театральным поступкам инженер самостоятельно влез в неё и отправился к проблемному участку, где обнаружил сплющенный трос. Затем он несколько раз перед многочисленными зрителями прокатился в этой люльке над пропастью, таким образом став первым человеком, пересёкшим Ниагару не по воде. Нанявшие Эллета компании запретили ему взимать плату за переправу, однако предприимчивый инженер нашёл выход из положения: он предложил желающим «из первых рук увидеть инженерное чудо строительства моста через Ниагару» прокатиться в люльке за один доллар. Таких желающих нашлось около 125 человек в день, пока шло строительство.
В ходе строительства Эллет построил четыре башенных опоры, которые с помощью канатов поддерживали два временных пешеходных моста, 4 фута (1,2 м) шириной каждый. Затем он соединил их вместе, подготовив площадку для строительства железнодорожного пролёта. 29 июля 1848 года инженер в своей эпатажной манере продемонстрировал работу этого, ещё не до конца законченного, моста: стоя в своей повозке, «как гладиатор в колеснице», он промчался с одного берега на другой, невзирая на местами отсутствующие перила. Этот поступок, широко освещённый в прессе, добавил ещё больше популярности проекту: к 1 августа 1848 года, когда состоялось официальное открытие, ему удалось собрать более 5 тыс. долларов только за экскурсионные услуги.
Между заказчиками, представлявшими два государства с разными юридическими системами, возник спор о распределении трат на оплату представленной работы. Не достигнув компромисса, они обвинили Эллета в нарушении предусмотренного контрактом графика и задержали платёж. Возмущённый инженер установил на мосту пушки и стал претендовать на передачу ему сооружения в собственность. Дело дошло до суда, который постановил выплатить архитектору 10 тыс. долларов за проделанную работу. Получив деньги, Эллет оставил ниагарский проект и уехал в Уиллинг, где переключился на строительство другого подвесного моста.
Проект был заморожен на три года, после чего мостовые компании привлекли для его завершения Джона Рёблинга. За годы простаивания ниже по течению был построен ещё один висячий мост: Льюисон-Куинстон, ставший первым законченным мостом через Ниагару.

## Мост Рёблинга
Уроженец Пруссии Джон Август Рёблинг получил условную степень инженера (Feldmesserprüfung) в Эрфурте в 1824 году. Далее, проучившись два семестра в Берлинской академии архитектуры, стал работать на прусское правительство, строил военные дороги. Спустя несколько лет, устав от бюрократии, вместе с братом принял решение переехать в Соединенные Штаты. Обосновавшись в 1831 году в Филадельфии, какое-то время занимался фермерством, прежде чем в 1837 году вернулся к профессии инженера.

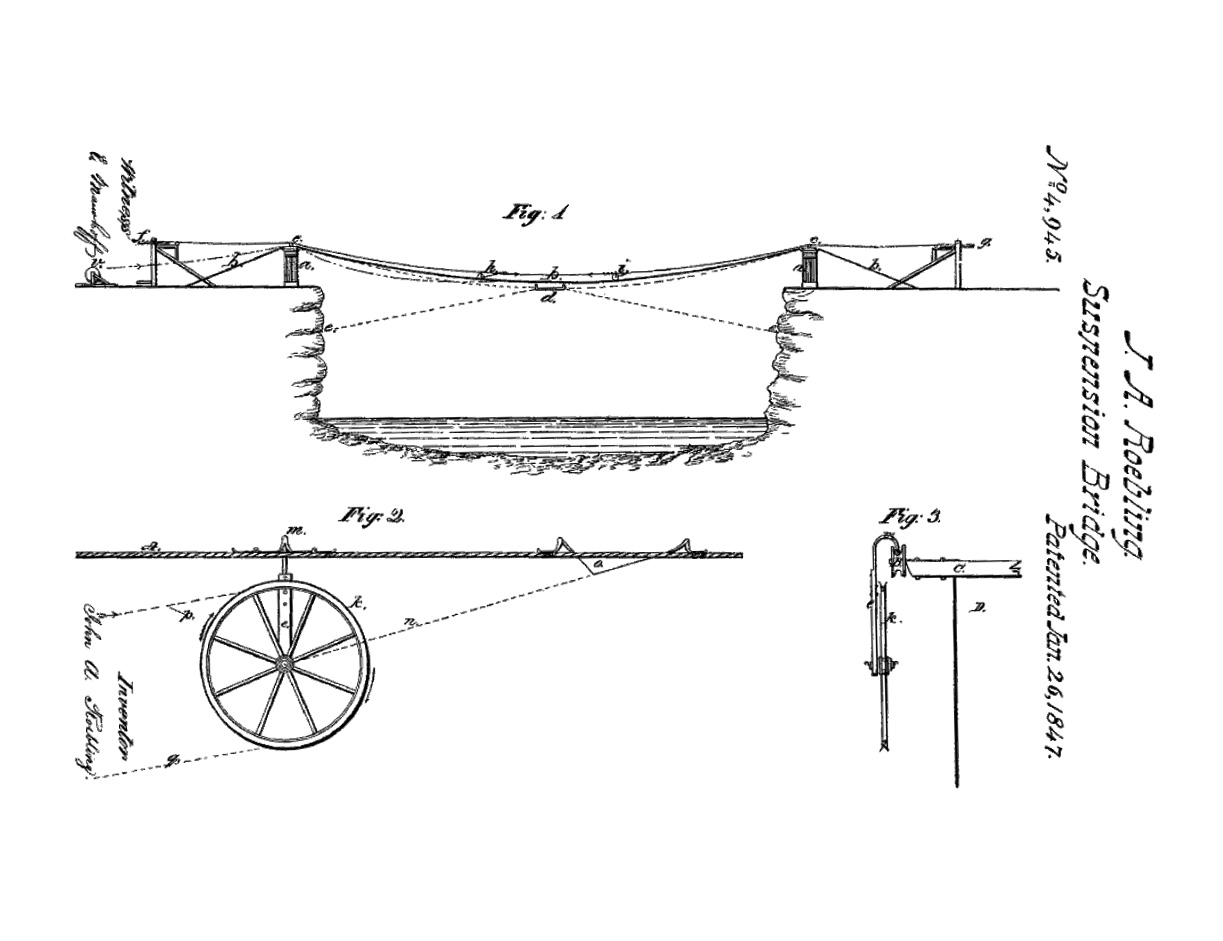
Патент Джона Рёблинга по изготовлению кабелей из железной проволоки на месте строительства.

1820-е — 1830-е годы — период расцвета каналов в США, и Рёблинг устроился строителем дамб на канале Сэнди-Бивер, затем топографом на прокладке железнодорожной перемычки между этим водотоком и комплексом пенсильванских каналов по другую сторону от Аллеганских гор. Инженер обратил внимание, что изготовленные из кентуккской пеньки канаты, которыми паровозы тянули суда через горный хребет, не отличаются достаточной прочностью и быстро изнашиваются. Рёблинг изобрёл кабель из кручёной железной проволоки и основал собственную фирму по её изготовлению. Когда каналы стали вытесняться железными дорогами, инженер нашёл новое применение своему изобретению: предложил использовать проволочные канаты для поддержки мостов. До изобретения Рёблинга подвесные мосты поддерживали либо с помощью цепей, либо с помощью железных прутьев, которые изготавливали на заводах, целиком транспортировали к берегу и протягивали через обрыв. Рёблинг разработал и запатентовал новый метод изготовления и установки кабелей из кованой железной проволоки прямо на месте строительства. На берегах Ниагары установили горизонтальные шкивы, на которые через реку натянули длинный приводной трос в виде петли. К тросу прикрепили катушку с намотанной на него проволокой. Вращением шкивов катушку перемещали над ущельем, проволоку разматывали и скручивали вместе через определённые промежутки, образовывая более толстые нити, а затем сжимали в несущие канаты. По мере формирования паутина кабелей могла поддерживать всё больший вес, в конечном счёте вес всего пролёта. Метод Рёблинга широко применялся при строительстве подвесных мостов вплоть до XX века, со временем совершенствуясь с использованием более сложного оборудования.
Джон Рёблинг по характеру резко отличался от своего ниагарского предшественника. Там, где Эллет сопровождал свои предложения причудливыми словами и экстравагантными поступками, Рёблинг демонстрировал тщательно разработанные документы: чертежи, расчёты и рисунки. Непреклонный и целеустремлённый, в своей профессии он руководствовался математическими расчётами и отчасти своей интуицией (современные законы аэродинамики были открыты позднее), стремился предусмотреть всевозможные непредвиденные обстоятельства вроде сильных порывов ветра и резонанса. Он редко проявлял эмоции, в том числе со своими ближайшими соратниками. При этом он был достаточно резок со своими оппонентами, не стесняясь называл существующие висячие мосты (в том числе американские, построенные по европейским технологиям) слабыми, критиковал убеждения Эллета и Стефенсона.

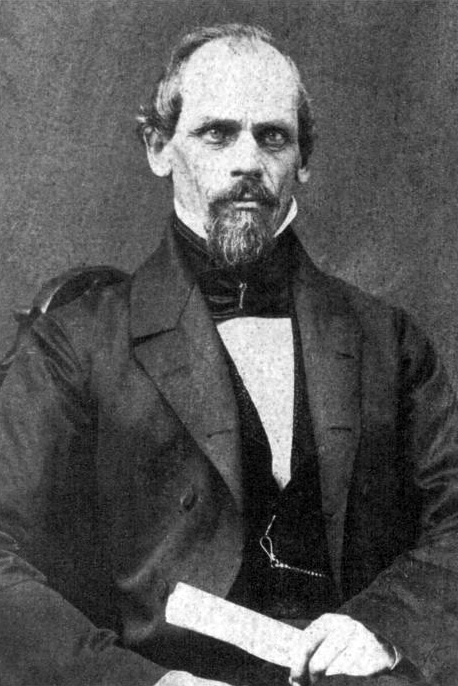
Джон Август Рёблинг, инженер подвесного моста.

В 1851 году, когда Рёблинг наконец получил приглашение закончить ниагарский проект, в его карьере уже были шесть готовых подвесных мостов, поддерживающих акведуки. Он сходу отверг сооружение Эллета, признав его слишком тяжёлым и дорогим. Вместо этого инженер настоял на двухуровневом варианте, который уже предлагал ранее. По замыслу мостостроителя, на нижнем уровне моста должны были двигаться конные экипажи; на верхнем, расположенном на расстоянии 18 футов (5,5 м) над нижним, поезда и пешеходы. В отличие от первоначального плана, отцепление вагонов не предусмотратривалось, локомотивы были способны тянуть вагоны через ущелье со скоростью не более 8 км/час. Расчёты показали, что полая балка, образованная двумя ярусами и на всю длину пролёта и множеством деревянных ферм между ними делают мост более жёстким, чем традиционный подвесной мост. Аналогичная жёсткость могла быть достигнута при возведении трубчатого моста, но такой проект оказался бы гораздо дороже.
Трубчатый мост, то есть полностью закрытую фермами конструкцию, предлагал британский инженер, железнодорожный строитель Роберт Стефенсон, к тому времени уже реализовавший подобный проект через пролив Менай в Уэльсе. Как тогда с насмешкой выразился Стефенсон, обращаясь к Рёблингу, «если Ваш мост будет признан успешным, то мой — величайшей ошибкой».
Несмотря на критику, Роблинг завершил свой проект за четыре года, используя сооружение Эллета лишь в качестве строительных лесов. Он редко покидал место стройки, общаясь с управляющим своего проволочного завода в Трентоне по почте. Пропустив празднование Рождества в декабре 1853 года, в день Нового, 1854 года, он с удивлением узнал от заводского управляющего, что у него дома в Трентоне только что появился на свет четвёртый сын. Инженер не оставил своё творение даже тогда, когда в июле 1854 года в округе произошла вспышка холеры и около 60 рабочих скончались от инфекции. Железнодорожное полотно было подвергнуто испытанию 8 марта 1855 года: в этот день 23-тонный паровоз компании Great Western проследовал на другой берег. Десять дней спустя открылось железнодорожное сообщение между США и Канадой: состав, состоящий из 28-тонного локомотива и двадцати вагонов с пассажирами (общей массой 368 тонн), первый раз в истории человечества пересёк реку по висячему мосту.

## Техническое решение

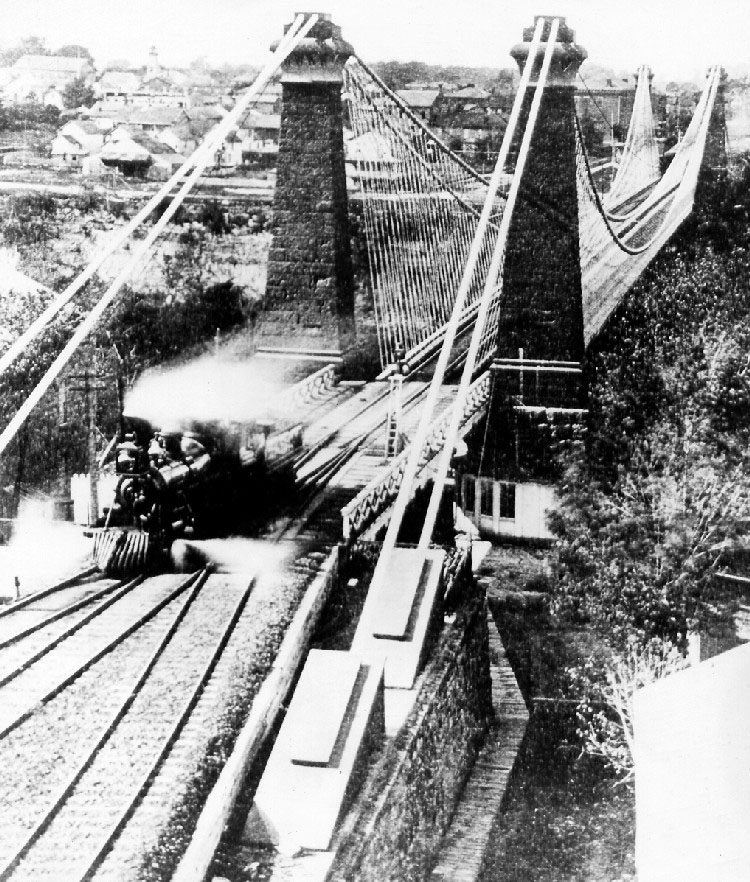
Мост был подвешен на проволочных канатах, которые, в свою очередь, крепились между башнями-пилонами из известняка.

Мост подвешивался между двумя известняковыми башнями-пилонами высотой 88 футов (27 м) на американском берегу и 78 футов (24 м) на канадском. С учётом фундамента глубиной 28 футов (8,5 м) в обоих случаях эти башни были способны удерживать массу 12 млн фунтов (5443 метрических тонн). Четыре несущих каната, поддерживающие подвесную конструкцию, имели толщину 10,5 дюймов (27 см). Они опирались на «подушки» — седловидные литые формы на вершинах пилонов (по две на каждую башню) и концами крепились к цепочке кованых железных стержней с проушинами, а те в свою очередь к чугунным анкерным пластинам площадью 6 квадратных футов (0,56 м²). Пластины были вдолблены в скалу на глубину 20—30 футов (6,1—9,1 м). Каждый канат состоял из 3059 кованых проволок, скрученных с помощью запатентованной технологии Рёблинга (подобная технология впервые была использована им при строительстве подвесного акведука над рекой Аллегейни). С многочисленных железных зажимов, закреплённых вокруг несущих канатов, свисали подвязки — вертикальные тросы, удерживающие собственно мостовое полотно. Проезжую часть с боков ограничивали два ряда решётчатого каркаса из вертикальных деревянных стоек и диагональных железных стержней, по строению близкого к ферме системы Гау. Сооружение со стороны выглядело как клетка, или слегка выгнутая полая балка что придавало её дополнительную вертикальную жёсткость. Она достигала 820 футов (250 м) в длину, 24 фута (7,3 м) в ширину и 20 футов (6,1 м) футов в высоту.
Устойчивость от воздействия вибрации обеспечивали ванты, или оттяжки, между верхним ярусом и вершинами башен. После того как Уиллингтонский мост Чарльза Эллета, простоявший всего пять лет, рухнул в реку Огайо, осторожный Рёблинг добавил дополнительные ванты между нижним ярусом и берегами реки. История использования этого сооружения доказала, что подвесные мосты подобной конструкции, вопреки распространённому мнению, вполне можно использовать для интенсивного железнодорожного движения. Когда в 1863 году недалеко от моста случился массивный оползень, обрушивший 4,5 тыс. тонн в Ниагару, он устоял, выдержав несколько продольных ударных волн.
Со стороны США услугами переправы в Канаду воспользовались две железнодорожные линии: Канандейгуа — Ниагара-Фолс, принадлежащая компании Erie Railroad, и Буффало — Нью-Йорк компании New York Central Railroad. Аналогично, из Канады в США стала ездить британская Great Western Railway, имевшая своё подразделение в этой стране. В 1855 году, когда открылся мост, эти три дороги имели разную ширину колеи: 1435 мм («европейская колея») у New York Central, 1676 мм («индийская колея») у Great Western и 1829 мм у Erie (колея этой ширины использовалась для первой Царскосельской дороги в России). Четыре ряда рельсов, совмещённые на максимальной ширине колеи, поддерживали все три варианта на мосту. В первый год через мост проходили до 30 поездов в сутки. Через 5 лет это число выросло до 45 поездов в сутки.

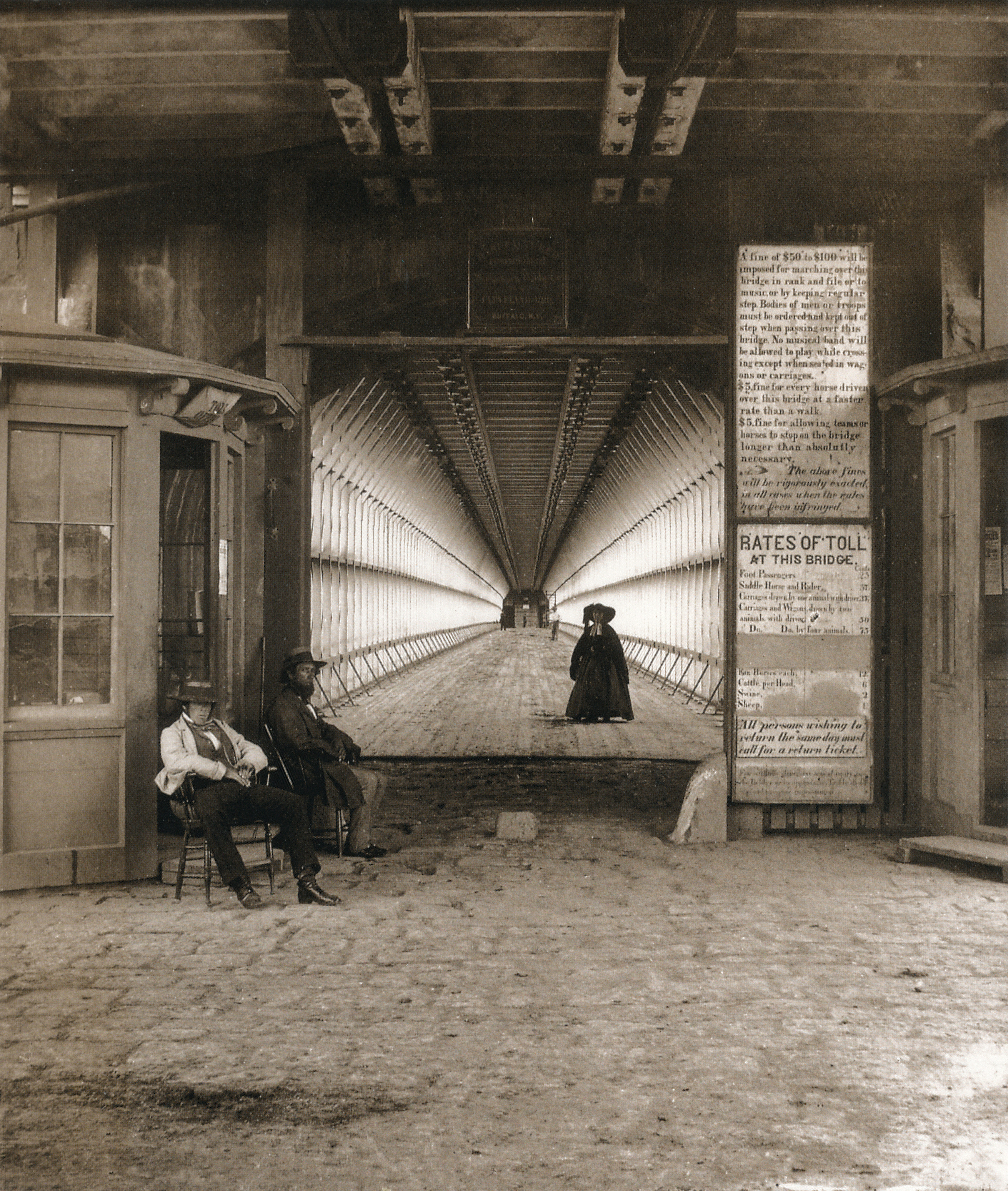
Нижний ярус моста представлял собой обычную дорогу, которой пользовались запряжённые лошадьми повозки и пешеходы.

Рёблинг настоял, чтобы в целях безопасности скорость движения поездов по мосту не превышала 5 миль в час (8 км/ч). Он был уверен, что при обычных условиях мост выдержит и более высокую скорость, но всё же на всякий случай решил перестраховаться. Мост последовательно прогибался всякий раз, когда по нему проходил поезд; во время испытаний 296-тонного состава этот прогиб составил 10,5 дюймов (27 см). Прогибание и дрожание конструкции вызывало сложные чувства у находившихся в это время на нижнем ярусе. Писатель Марк Твен, посетивший Ниагарский водопад в 1869 году, описал свою поездку следующим образом:

Когда вы проезжаете по подвесному мосту, ваши чувства разделены между страхом разбиться вдребезги при падении в реку с высоты в двести футов, и страхом быть раздавленным проходящим над вами поездом. Любая из этих перспектив доставляет вам дискомфорт сама по себе, вместе же они вконец портят вам настроение.
Оригинальный текст (англ.)
You drive over to Suspension Bridge and divide your misery between the chances of smashing down two hundred feet into the river below, and the chances of having a railway-train overhead smashing down onto you. Either possibility is discomforting taken by itself, but, mixed together, they amount in the aggregate to positive unhappiness.
— English Festivities. And Minor Matters. Fishing. — Buffalo Express, August 28, 1869
Несмотря на удобства, через мост ежедневно проходили тысячи людей.
Американские инженеры высоко оценили сооружение Рёблинга: в сравнении с крупными проектами ведущих европейских стран его проект оказался значительно дешевле и при этом более эффективным. Так, в сравнении с Менайским трубчатым мостом Стефенсона Ниагарский был вдвое длиннее, производительнее и использовал в шесть раз меньше материала. Специалисты подсчитали, что трубчатый мост такой же длины обошёлся бы приблизительно в 4 млн долларов, тогда как стоимость Ниагарского моста составила 400 тыс.. Ванты и оттяжки вскоре стали визитной карточкой Рёблинга и впоследствии были использованы для других его сооружений, в том числе наиболее известного его строения — Бруклинского моста.
Несмотря на то, что Ниагарский мост доказал, что подвесная структура может безопасно использоваться для железнодорожного движения, висячие железнодорожные мосты больше не строились. Во время гражданской войны подобные проекты были отложены в сторону, а после её окончания в моду вошли мосты консольной конструкции.

## Использование

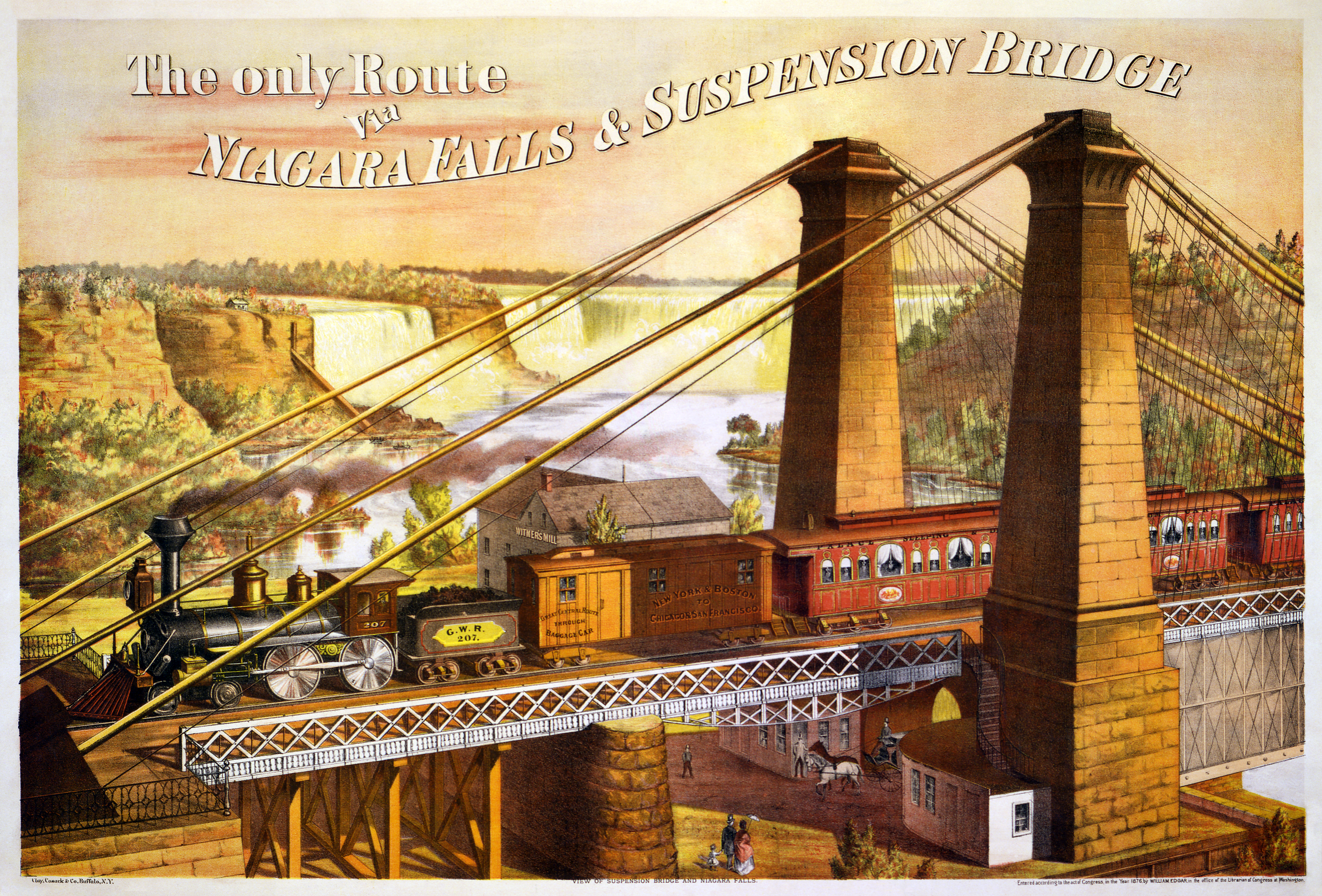
«Единственный путь к Ниагарскому водопаду и подвесному мосту» — рекламный постер. Около 1876 года.

Интенсивное железнодорожное сообщение значительно увеличило товарный и пассажирский поток между двумя странами. В пределах видимости от моста находился Ниагарский водопад, число желающих полюбоваться на него вскоре удвоилось. Прилегающая к мосту деревня Сэспеншн-бридж (Suspension Bridge) стала быстро увеличиваться в размерах, в ней через несколько лет после открытия моста появились магазины, фабрики и гостиница. Аналогичная ситуация произошла с непосредственно прилегающими к водопаду посёлками Манчестер (США) и Клифтон (Канада), где получил дальнейшее развитие туризм. На рубеже XIX и XX веков, когда на Ниагаре уже функционировали первые гидроэлектростанции, посёлки на берегах реки слились и приобрели статус городов: Ниагара-Фолс (Нью-Йорк, США, статус города с 1892 года) и Ниагара-Фолс (Онтарио, Канада, статус города с 1904 года).
Уже к концу первого года функционирования моста США экспортировали по нему товаров на сумму в 12 млн долларов, ещё на 2 млн долларов товары дожидались растаможивания на местных складах. В связи с выросшим трафиком ниагарская таможенная служба США, прежде расположенная в Льюистоне, в 1863 году перебазировалась сюда.
С моста открывался вид на находящийся в 4 км выше по течению Ниагарский водопад. На некоторых картинах и гравюрах того времени водопад выступал лишь фоном, тогда как на переднем плане красовалось это «чудо инженерной мысли». Рекламные проспекты включали сооружение в список местных достопримечательностей, который следует обязательно посетить. С мая по август 1897 года, когда возле водопада уже открылись общественные парки, число пассажиров, пересёкших мост на поезде, достигло 276 тыс. человек. С 1882 года по мосту курсировали конки, спустя 10 лет их сменили трамваи.

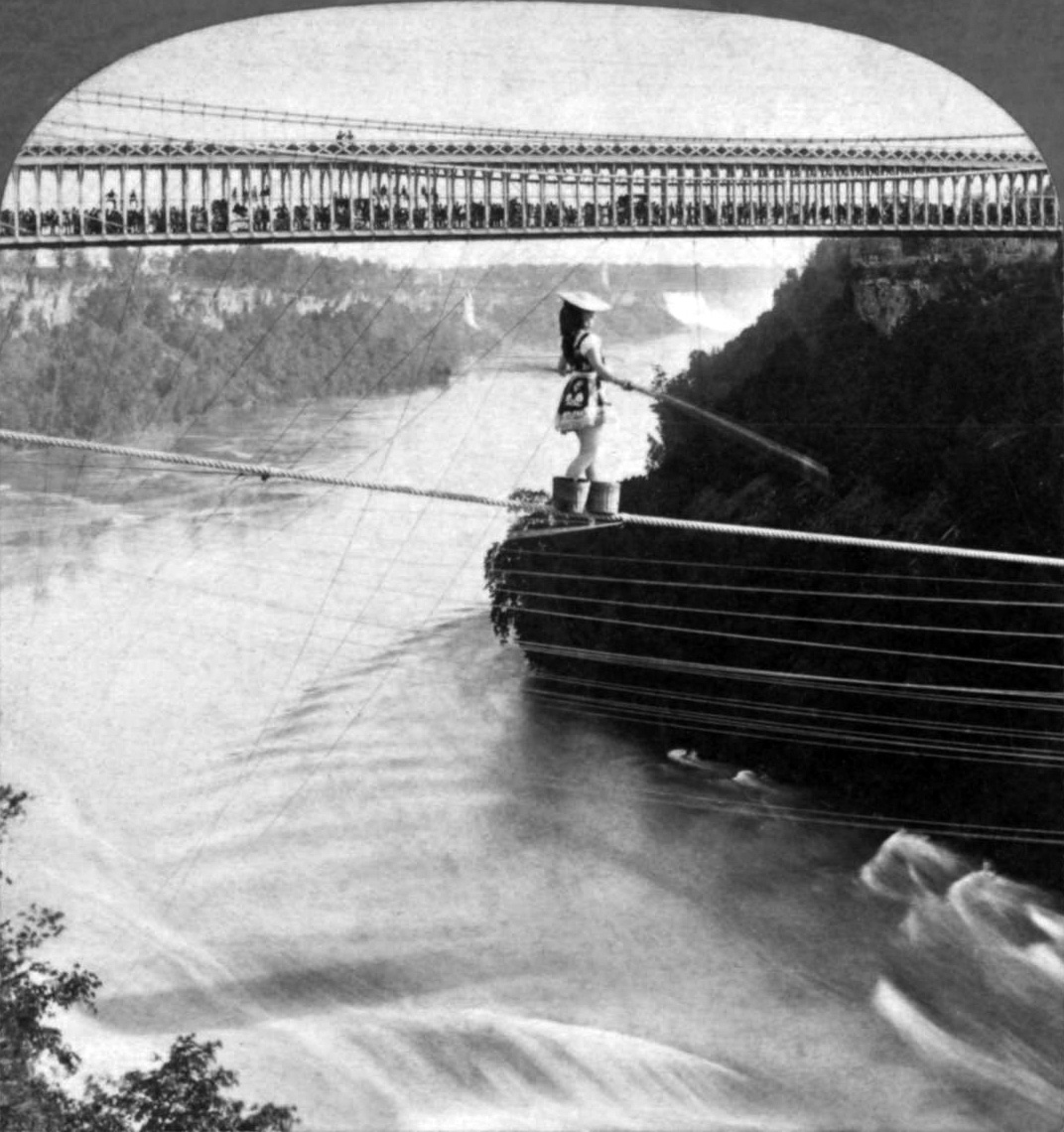
Мария Спелтерини, «обутая» в корзины для персиков, пересекает ущелье по канату. Видна толпа зрителей на мосту.

Помимо своего прямого предназначения, мост стал смотровой площадкой многочисленных шоу, которые устраивали предприниматели над ущельем. В частности, недалеко от моста выполняли головокружительные и опасные для жизни трюки канатоходцы: Жан Франсуа Гравле («Шарль Блонден»), Уильям Хант («Великий Фарини»), Сэмюэл Диксон, Клиффорд Калверли, Мария Спелтерини и другие. До начала Гражданской войны мост служил частью одного из четырёх основных маршрутов так называемой «Подземной железной дороги» — тайной системы, применявшейся для организации побегов рабов из южных штатов США в свободную от рабовладения Канаду.
После войны, когда в США наблюдался взрывной рост экономики, Рёблинг приступил к реализации более сложного и дорогостоящего проекта — возведению Бруклинского моста. Новое строительство могло повлиять на военно-морское судоходство в проливе Ист-Ривер и по этой причине требовало одобрение федеральных властей. Правительство потребовало тщательной проверки осуществлённых проектов инженера, в связи с чем была организована инспекционная поездка по стране. Комиссии, в которую вошли ведущие инженеры-мостостроители, высокопоставленные военные, предприниматели и общественные деятели, удалось познакомиться с четырьмя сооружениями Рёблинга, в том числе с мостом Ниагарского водопада.
Ниагара была обозначена последним пунктом ознакомительной поездки, и здесь состоялась вечеринка, посвящённая окончанию инспекции, на которой присутствовал сам автор сооружения. Один из комиссионеров генерал Генри Слокам произнёс тост, в котором назвал Ниагарский висячий мост символом вдохновения для восстанавливающихся после войны Соединенных Штатов. По мнению собравшихся, его строительство вопреки постоянному противодействию со стороны профессионального сообщества (как отечественного, так и европейского), вселило в Соединенные Штаты чувство национальной гордости. Это чувство росло по мере реализации проекта, и когда мост, который западный мир считал невозможным, наконец открылся, стал для американцев — менее продвинутых, чем европейцы — наивысшей наградой.

## Реконструкция и замена

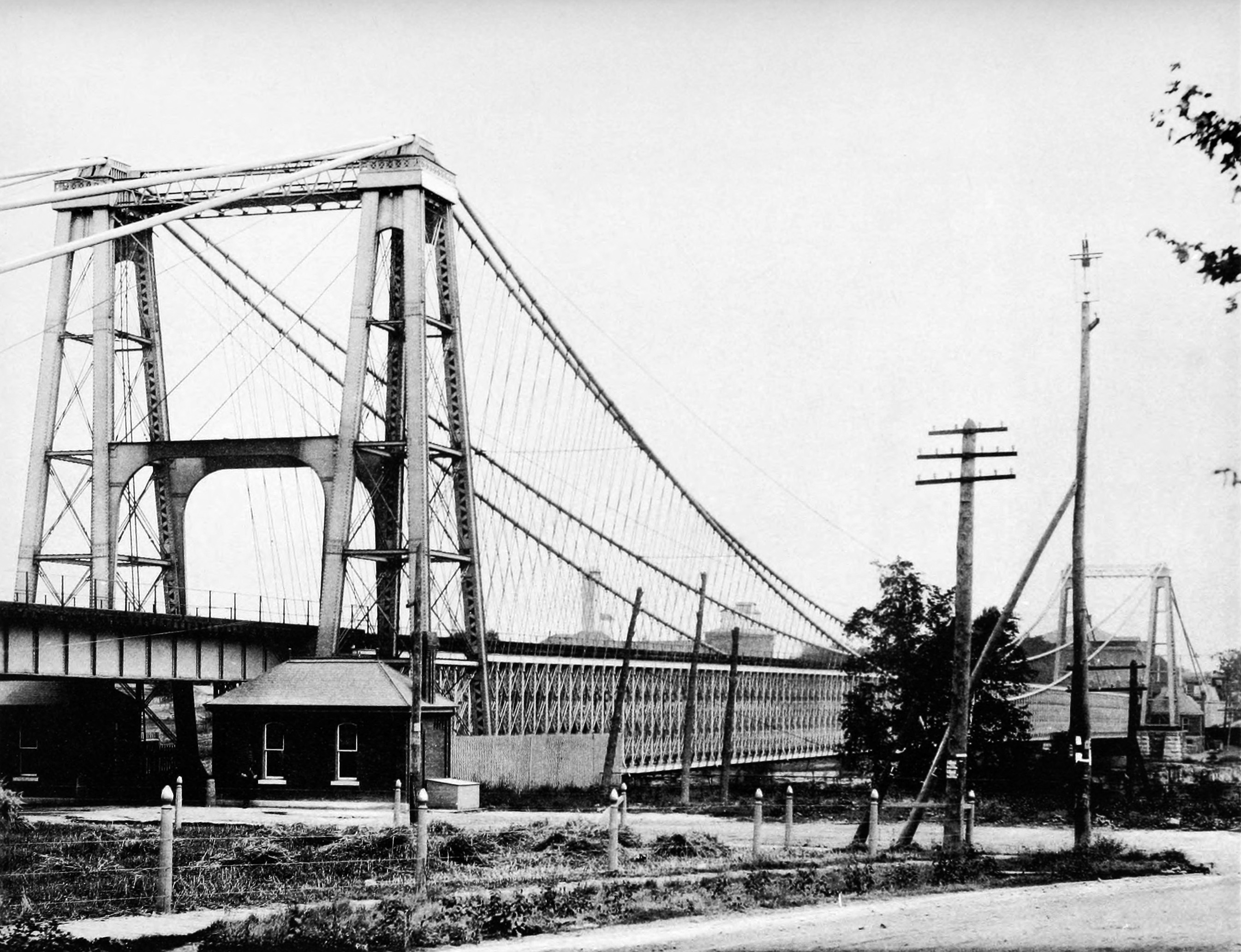
Реконструированный мост в 1886 году.

Вследствие ограниченности средств, в качестве основного материала при строительстве пролёта моста использовалась древесина; затраты на отливку компонентов из железа и их транспортировку на место изначально посчитали непомерно дорогими. Высокая влажность в районе водопада способствовала ускоренному разложению органики, фермы, балки и перекрытия постепенно приходили в негодность. С другой стороны, внедрение бессемеровского способа выплавки в 1860-х годах снизили стоимость более прочных стали и чугуна. В результате, к 1880 году деревянные детали моста заменили стальными. 
Канаты, замурованные в цемент внутри анкерных устройств, подверглись коррозии вследствие попадания внутрь воды (растяжение и сжатие металла под действием нагрузок способствовало возникновению трещин, куда попадала влага) и их пришлось заменить. Наружные кабели оказались в хорошем состоянии и их не меняли. Серьёзному износу подверглись известняковые башни, в 1886 году их заменили другими со стальным каркасом. В целом, замена отдельных элементов повысили прочность моста и позволили выдерживать более тяжелые нагрузки ещё несколько лет.
К середине 1890-х годов поезда в Северной Америке стали более тяжёлыми. На смену обычных для середины века 21-тонных паровозов пришли мощные 150-тонные локомотивы, перевозящие больше людей и грузов. Средний вес поездов превысил технические характеристики ниагарского моста, и мостовые компании заявили о необходимости его замены. Инженер-строитель Лефферт Бак, ранее занимавшийся заменой частей подвесного моста, был выбран для проектирования новой переправы. Он отказался от подвесной конструкции, отдав предпочтение новому, более экономичному арочному мосту. Возведение шло по частям, по сторонам и под подвесным мостом, что позволило не прерывать движение по нему. К 27 августа 1897 года последние остатки висячего моста были разобраны, новый мост получил название Lower Steel Arch Bridge (позднее переименован в Whirlpool Rapids Bridge, «мост стремительных водоворотов»). Проведённый позднее анализ показал, что несущие проволочные канаты, поддерживавшие висячий мост более 40 лет, остались такими же прочными, как и в начале эксплуатации.